# Legisvakanz
Die Legisvakanz (lat. vacatio legis, vacatio = Befreiung, das Befreitsein) bezeichnet in der Rechtssprache den Zeitraum zwischen der Verkündung einer Rechtsnorm und ihrem Inkrafttreten. Die Legisvakanz bezeichnet einen Zeitraum, der sich in die Zukunft erstreckt, während die Rückwirkung eines Gesetzes das Inkrafttreten auf einen Zeitpunkt vor der Verkündung bezieht.

## Staatliches Recht

### Österreichisches Recht
Der Begriff ist vor allem im österreichischen Recht und in der Schweiz gebräuchlich.
Gesetze und andere Rechtsnormen treten in Österreich, wenn in der Verfassung oder dem Gesetz nichts anderes bestimmt ist, am Tag nach ihrer Kundmachung in Kraft, wie sich aus Art. 49 Abs. 1 Bundes-Verfassungsgesetz ergibt. So kann beispielsweise ein Gesetz, das am 5. Juli im Bundesgesetzblatt für die Republik Österreich kundgemacht (verkündet) wird, am 6. Juli in Kraft treten; im Gesetz kann aber auch ein späterer Termin angeführt sein. Dies wird erforderlich sein, wenn die neue Vorschrift so kompliziert ist, dass ihre Umsetzung in der Praxis länger dauert.
Eine unzureichend bemessene Legisvakanz kann in Österreich zur Verfassungswidrigkeit der betreffenden Rechtsnorm führen.

### Deutsches Recht
Der Zeitraum der Legisvakanz wird im Rahmen der Bundesgesetzgebung durch die Vorschriften des Art. 82 Abs. 2 GG vorgegeben, wonach es zunächst dem Gesetzgeber obliegt, das Datum des Inkrafttretens zu bezeichnen. Fehlt diese Bezeichnung, so tritt nach Art. 82 Abs. 2 Satz 2 GG das Gesetz vierzehn Tage nach der Verkündung des Gesetzes im Bundesgesetzblatt durch den Bundespräsidenten in Kraft. In der Begründung von Gesetzentwürfen der deutschen Bundesregierung sind auch die Erwägungen darzustellen, die der Festlegung zum Inkrafttreten zugrunde liegen, zum Beispiel für den Vollzug in organisatorischer, technischer und haushaltsmäßiger Hinsicht (§ 43 Abs. 1 Nr. 6 GGO).
Rechtsnormen sind während der vacatio legis im Wege der abstrakten Normenkontrolle vor dem Bundesverfassungsgericht überprüfbar, sobald sie Geltungsanspruch erlangt haben, was jedenfalls gilt, sobald das Gesetz ausgefertigt und im Bundesgesetzblatt verkündet wurde.
Auf Ebene der Länder gibt es Art. 82 Abs. 2 GG entsprechende Vorschriften, wie z. B. in Hessen mit Art. 121 der hessischen Landesverfassung, dessen Vorschrift inhaltlich mit der grundgesetzlichen Vorschrift übereinstimmt.

### Regelungen in anderen Staaten
Manche Verfassungen, z. B. die slowenische, schreiben ausdrücklich vor, dass eine Legisvakanz mit einer bestimmten Mindestdauer eingehalten wird, um so den Rechtsunterworfenen Gelegenheit zu geben, sich über die neue Rechtslage zu informieren und sich auf sie einzustellen.

## Kanonisches Recht
Auch das katholische Kirchenrecht kennt eine Legisvakanz, in der Kanonistik vacatio legis genannt. Diese ist in can. 8 CIC/1983 geregelt. Danach treten universalkirchliche Gesetze in der Regel drei Monate nach ihrer Promulgation (can. 8 § 1 CIC), partikulare Gesetze einen Monat nach dem Tag ihrer Promulgation (can. 8 § 2 CIC) in Kraft.